# バルカン言語連合
バルカン言語連合（バルカンげんごれんごう、英: Balkan linguistic union, 独: Balkansprachbund）とは、系統にかかわらず共通の文法的・音韻的特徴を示すバルカン半島の言語をさす用語で、言語連合の典型的な例とされる。これはこの地域が東ローマ帝国、オスマン帝国という複数の民族の居住地域を支配する帝国の支配下にあったためもあるが、より古い時代の古代バルカン諸語が基層言語となって、その特徴を今日まで伝え残している可能性がある。
バルカン言語連合に属する言語には以下のものがある。
- アルバニア語（単独語派）
- 現代ギリシャ語（単独語派）
- ルーマニア語、アルーマニア語 （ロマンス語に属する）
- ブルガリア語、マケドニア語、セルビア語・クロアチア語（スラヴ語に属する。なお、セルビア語、クロアチア語はかつてセルボ・クロアチア語という単一言語とされていた）

バルカン言語連合に属する言語は、基本的に次のような共通した性質をもつ。
- 定冠詞の後置
- 属格と与格の合流
- 「望む」という動詞に由来する未来時制をもつ（cf 英語 will: 「意志」）
- 比較級における補充法（英語のgood/betterのような別語源の語による入れ替わり）の消滅
- 不定詞の消滅。代わりに接続法を用いる